# Свифт Карент
Свифт Карент (енгл. Swift Current) је град у југозападном делу канадске провинције Саскачеван. Град се налази на траси трансканадског аутопута, на око 170 км западно од града Мус Џо, односно на око 230 км западно од административног центра провинције града Реџајне. Око 220 км ка западу је град Медисин Хат (Алберта).
У граду је 2011. живело 15.500 становника.

## Историја
Године 1881. управа канадских пацифичких железница је одабрала локалитет данашњег Свифт Карента као важну тачку на будућој железничкој траси. Први становници у ново насеље су почели да пристижу у пролеће 1883. године. Да би се избегла привредна једноличност, поред послова везаних за железницу, власти су инсистирале и на интензивирању пољопривредне производње, посебно на узгоју говеда и оваца. Захваљујући свом напретку насеље је 1904. службено регистровано као село, а свега три године касније унапређено је у ранг варошице (тада је ту живело 550 становника). Године 1914. Свифт Карент постаје насеље са статусом града у провинцији Саскачеван.

## Демографија
Према резултатима пописа становништва из 2011. у граду је живело 15.503 становника у укупно 7.266 домаћинства (укључујући и 480 нерезидентних објеката), што је за 3,7% више у односу на 14.946 колико је регистровано приликом пописа 2006. године.

## Клима
Свифт Карент лежи у зони умереноконтиненталне климе (према Кепену тип Dfb) са доста дугим и хладним (али прилично сувим) зимама и кратким и врелим летима. Најхладнији месец је јануар са просечним температурама око -12,2 ° (апсолутни минимум је -42,8 °), док је најтоплији месец јул са просеком од 17,9 °.
Најсувљи месец је фебруар са свега 14 мм воденог талога у просеку, док највише кише падне у јуну, у просеку око 68 мм.
| 2001.  | 2006.  | 2011.  |
| ------ | ------ | ------ |
| 14,821 | 14,946 | 15,503 |

## Градске знаменитости
Градско позориште Лирик тијатр које је отворено давне 1912. и данас је у употреби и сматра се најстаријом позоришном кућом у провинцији са континуитетом у раду од оснивања.
Стара железничка станица (отворена 1907) од 1991. налази се на листи провинцијског материјалног наслеђа.
У граду се налази и мања вишенаменска спортска дворана капацитета 3.239 места у којој своје утакмице игра локални јуниорски хокејашки тим. У овом клубу своју професионалну каријеру започео је један од најбољих канадских хокејаша Џо Сакик.
На око 50 км северно од града налази се вештачко језеро Дифенбејкер и веома је популарна излетничка дестинација (посебно у летњим месецима).